# Victoria (Imperium Galliarum)
Victoria (auch Vitruvia) war Kaiserin des Imperium Galliarum um 270/71. Sie war die Mutter des Victorinus, der das gallische Sonderreich von 269 bis 271 beherrschte.
Victoria ist erwähnt in Aurelius Victors Liber de Caesaribus sowie in der Zusammenstellung der Dreißig Tyrannen in der unzuverlässigen Historia Augusta. Über ihre Jugend ist nichts bekannt, doch dürfte sie aus einer reichen und angesehenen gallischen Familie gestammt haben. Victoria behielt nach der Ermordung ihres Sohnes Anfang 271 in Köln die Macht in der Hand. Indem sie sich die Unterstützung der Truppen erkaufte, sicherte sie die Nachfolge ihres Favoriten Tetricus I., der zuvor als Statthalter in Aquitanien amtiert hatte. Der zwischenzeitlich zum Kaiser erhobene Domitianus konnte sich nicht durchsetzen.
Die Historia Augusta behauptet, Victoria habe zunächst ihren (wohl fiktiven) Enkel Victorinus junior zum Kaiser gemacht, doch sei dieser kurz darauf ebenfalls ermordet worden. Zudem soll sie die Titel Mater Castrorum und Augusta getragen sowie eigene Münzen geprägt haben. Keine dieser Angaben ist durch die Forschung bisher verifiziert worden. Ebenso ist unklar, wann und durch welche Umstände Victoria gestorben ist.